# Her mit den kleinen Engländerinnen
Her mit den kleinen Engländerinnen (Originaltitel: À nous les petites Anglaises!) ist eine französische Filmkomödie aus dem Jahr 1975.

## Handlung
Der Film spielt im Jahr 1959 in Frankreich und England. Die beiden Kumpel Alain und Jean-Pierre, Schüler aus der Pariser Oberschicht, bestehen das Bac (die Entsprechung zum deutschen Abitur) im Fach Englisch nicht. Deswegen werden sie von ihren Vätern auf eine Sprachreise nach England geschickt. In dem kleinen englischen Küstenort Ramsgate sollen sie ihre Sprachkenntnisse verbessern. Doch die beiden haben anderes im Sinn als zu büffeln. Sie wollen Mädchen kennenlernen und Partys feiern. Einer ist ein Draufgänger, der andere eher zurückhaltend. Dem Vorsatz „Her mit den kleinen Engländerinnen!“ werden beide bald untreu, denn an die französischen Kursteilnehmerinnen ist leichter heranzukommen.

## Kritiken
Lexikon des internationalen Films urteilte: „Ein mit einigem Witz erzählter Oberflächenspaß, psychologisch grobgestrickt, manchmal geschmacklos und von keinerlei Wertvorstellungen berührt. Das eigentlich Ärgerliche an dem Film ist weniger der penetrante Hang zur Wiederholung als die Art, wie Lacheffekte auf Kosten von Schwächeren oder etwas weniger hübschen Mädchen erzielt werden.“
Die Zeit schrieb im Januar 1977: „Wenn Lang auch Grausamkeiten und Tragödien der Pubertät nicht vergißt, so beobachtet er doch mit Vorliebe heitere Episoden, heiter zumindest in der Rückschau. Keine Nostalgie à la Bogdanovichs Letzter Vorstellung, wenig Sentiment wie in Mulligans Frühling einen Sommer lang oder in American Graffiti von Lucas. Statt dessen einer der lustigsten Filme, die ich in der letzten Zeit gesehen habe.“

## Auszeichnungen
Mort Shuman wurde 1977 für seine Musik für den César nominiert.